# Взятие Мехелена (1794)
Взятие Мехелена (нид. Mechelen, фр. Malines) —  одно из событий войны первой коалиции эпохи французских революционных войн, во время которого части французской Северной армии генерала Пишегрю 15 июля 1794 года разбили противостоявшие ей войска коалиции герцога Йоркского и заняли город Мехелен, открыв себе путь на Антверпен.

## Перед боями
После победы при Флёрюсе и захвата Брюсселя французские Северная и Самбра - Мааская армии наступали в Бельгии. Отступившие союзники расположили свои части севернее и восточнее Брюсселя. Их линия простиралась за Дилем от Антверпена до Мехелена и опускалась через Лувен и Тинен до Намюра. Продолжая свои операции, две французские армии разделились в Брюсселе. Армия Пишегрю двинулась на Мехелен, армия Журдана двинулась на Лувен.
13 июля французы попытались переправиться через реку Нет, но ганноверцы фельдмаршала фон Валльмодена отбили их, потеряв четырнадцать человек. Французы снова попробовали ту же тактику на следующий день, 14 июля, у Вальхема (нид. Валем), но британская бригада (12-я, 38-я и 44-я пехотные полки) и батарея из шести орудий преградили им путь.
14 июля главные силы французской Северной армии подошли к каналу перед Мехеленом. Дивизия Деспо (более 6 тысяч) должна была расположиться между Иезуитеном и Коффендисом и построить мост у мельницы Флевер; дивизия Бонно (более 11 тысяч) справа от нее, между Коффендисом и Терберингеном, с мостом в Эклюзе; Дивизия Суама (без бригады Дандельса), около 19 тысяч, между фермой Колфс, недалеко от Гердегхема, и Хомбеком, с кордоном на восточном берегу канала. Наконец, правой дивизии Лемера (около 9 тысяч) было приказано разделиться на две колонны: первой двинуться на Релст и дорогу из Лувена в Мехелен, чтобы атаковать противника у моста через канал, второй - наступать на лес Лейсбеттер и ферму Хостерломбек с задачей отогнать противника на другую сторону канала и установить мост у Хостерломбека. Общее командование операцией находилось в руках генерала Суама.
13 июля гессенский генерал фон Даллвигк получил приказ герцога Йоркского двинуться на Мехелен, чтобы сменить там австрийские войска и занять его, чтобы удерживать против французов. Утром 14 июля гессенцы (7 батальонов и 5 эскадронов) покинули свой лагерь в Линте и расположились за Бомером (нид. Бортмербек) оседлав дорогу, за исключением двух батальонов, которые вошли в Мехелен для подкрепления войск гарнизона. Голландцы под командованием генерала Треба и австрийцы под командованием генерала Деве, оставив несколько орудий тяжелой артиллерии, отошли, первые — к Бонхейдену, вторые — к Лувену. Гарнизон был поставлен под командование гессенского генерал-майора фон Шмида. Три батальона под командованием полковника фон Линзингена заняли город. Он был переведен в состояние обороны: ворота были забаррикадированы, поспешно возведены ретраншементы и расставлена артиллерия на крепостных валах, которые к тому времени были в очень плохом состоянии. Таким образом, ко времени атаки 15 июля гарнизон Мехелена состоял из 6 батальонов и 5 эскадронов и около двадцати австрийских, голландских и гессенских орудий  разного калибра. Аванпосты простирались вдоль канала от его устья в Рупеле до Хивера, где он патрулировался форпостами голландских войск.
14-го голландцы сменили гессенцев вдоль канала между Хивером и Муйзеном; ниже по течению, от Мехелена до поста у Бателя, позиции занимали батальон, рота егерей и артиллерийское орудие.

## Бои
Бригада Макдональда, прибывшая перед  Мехелен, была остановлена на берегу канала огнем с застав, которые тут же были усилены батальоном из гарнизона. Бригада Жардона, вместо того, чтобы упорствовать в сложной лобовой атаке, двинулась в направлении Лувена и пересекла канал к югу от Мехелена, где встретила небольшое сопротивление со стороны голландцев, в то время как бригада Девинтера провели такую же операцию в Бателе, севернее Мехелена. Затем две бригады стали наступать на Мехелен между каналом и Дилем. Справа от дивизии Суама Деспо приказал Лаюру, командовавшему авангардом своей дивизии, построить мост через канал. Передовые стрелки переплыли его, отогнали ганноверских егерей от берега и взяли в плен несколько человек. Днем мост был закончен. Дивизия немедленно прошла по нему и подступила к Мехелену вслед за бригадой Жардона.
В это время дивизия Бонно была остановлена на канале огнем голландцев. Дивизия Лемера, вмешательство которой облегчило бы ее проход, не прибыла. Мужество солдат бригадного генерала Прото, убитого в этом бою на берегу канала, тем не менее позволило им преодолеть это препятствие ценой довольно значительных потерь: 50 убитыми и 80 ранеными.
Когда Девинтер с севера и Жардон с юга подошли к стенам Мехелена, фон Даллвигк узнал, что голландцы покинули правый берег Диля и отступают. Он немедленно сообщил об этом герцогу Йоркскому, который прислал ему письменный приказ: «эвакуировать Мехелен и отступить за Нет, как только голландцы покинут канал со стороны Лувена». После того, как он лично узнал об отступлении голландцев и убедился, что французы уже пересекли Диль в нескольких точках, боясь быть обойденным и запертым в Мехелене, фон Даллвигк отдал приказ об отступлении, что и началось в 2 часа дня. В это время французы подошли со стороны лувенских ворот, которые были заблокированы изнутри огромной кучей навоза. Солдаты поднялись по лестницам на валы, отперли ворота и вошли в них в тот момент, как гессенцы эвакуировали город с другой стороны и ушли по дороге на Вальхем (нид. Валем).
По прибытии на реку Нет Даллвигк получил приказ от герцога Йоркского остаться в Мехелене и, если город уже эвакуирован, взять его снова. В последнем случае корпус лорда Мойры должен был поддерживать гессенцев. Герцог Йоркский пообещал приложить все усилия, чтобы вернуть голландцев на Диль. Но 5000 солдат Даллвигка не могли претендовать на захват Мехелена, защищаемого превосходящим по численности противником. Возвращение голландцев казалось маловероятным. Наконец, англичане не прибывали. Приказ герцога Йоркского не был выполнен, и гессенцы расположились в Вальхеме (Валеме) с задачей охраны проходов через реку Нет вместе с английским корпусом  лорда Мойры и ганноверцами. Голландцы отступили за Нет и расположились слева от ганноверцев, между Гестелем и Лиером. Принц Оранский установил свою штаб-квартиру в Нилене (нид. Нийлен).

## Результаты
Вместо того, чтобы продолжить наступление, Пишегрю остановился и потерял восемь дней под предлогом организации снабжения своей армии. Линия позиций отступивших союзников была настолько растянута, что Пишегрю мог безнаказанно атаковать одну из точек, при этом другие точки не могли ей помочь. Выступив на Лиер 16-го числа, он мог повернуть влево и поставить Йорка между массой своих войск и Шельдой, разгромив англичан по отдельности. Пишегрю двинулся только 21-го, на следующий день после отступления герцога Йоркского в Бреду, 27-го он прибыл к Антверпену, который, как и Льеж, сдался без боя.